# Королева Шантеклера
«Короле́ва „Шантекле́ра“» (исп. La Reina del Chantecler) — испанский музыкальный мелодраматический художественный фильм, поставленный в 1962 году режиссёром Рафаэлем Хилем по мотивам романа Хосе Саморы. В главной роли снялась киноактриса и эстрадная певица Сара Монтьель, в исполнении которой в фильме звучит девять песен.
На протяжении многих[сколько?] лет фильм пользовался международной популярностью. В СССР он вошёл в число лидеров кинопроката.

## Сюжет
Действие разворачивается в Испании во времена Первой мировой войны. В мадридском театре-кабаре «Шантеклер» большим успехом у публики пользуются выступления красивой и талантливой певицы Чарито. Её поклонники — богатые аристократы и известные политики — задаривают певицу цветами и дорогими подарками. Чарито влюблена в журналиста Федерико. Её мама пытается предостеречь дочь, убеждая её, что Федерико интересуют только деньги. Чарито отказывается в это верить до тех пор, пока случайно не застаёт своего возлюбленного с богатой и знатной графиней Каролой де Вальделуна. Испания сохраняет нейтралитет в войне, но столица полна шпионов разных стран. Анри Дюшель представитель французских спецслужб, пытается завербовать певицу, но безуспешно. Однако Федерико и Каролу связывают отношения с загадочной француженкой Матой Хари. Как оказывается они занимаются сбором секретных сведений. В столицу в это же время приезжает на соревнования по пелоте простой юноша из Басконии Санти. Он мельком видит в окне автомобиля знаменитую певицу Чариту и не может забыть встречу.
Чариту не интересует политика, но она не может простить измену. Оскорблённая в своих лучших чувствах, Чарито уезжает из столицы в Сан-Себастьян в надежде забыть Федерико и обрести душевное спокойствие. На деревенском празднике она встречается с Санти, который влюбляется в неё и предлагает стать его женой. Она хочет полностью изменить свой образ жизни, но вынуждена скрывать от юноши правду о себе, поскольку семья Санти придерживается строгих традиций и не примет в свой круг певицу кабаре. Чарито называется именем Маргарита и отвечает молодому человеку взаимностью. Санти представляет Маргариту своей семье, как благовоспитанную девушку из поколения карлистов. В Сан-Себастьян приезжает Федерико и уговаривает Чариту вернуться. Однако истинная причина приезда — раскрытие шпионской деятельности Маты Хари. Чарита становится свидетелем операции и после того возвращается в Сан-Себастьян в кабаре. Случайно от знакомых Санти узнаёт правду о Чарито, приходит на её выступление, после чего бросается в море. Потрясённой Чарито ничего не остаётся, как вернуться к своей прежней жизни в «Шантеклере», где на её новом выступлении в одной из лож она снова видит Федерико.

## В ролях
- Сара Монтьель — Чарито (Советский дубляж — Мария Кремнёва)
- Альберто де Мендоса — Федерико де ля Торре (Советский дубляж — Эдуард Изотов)
- Луиджи Джулиани — Санти (Советский дубляж — Раднэр Муратов)
- Амелия де ля Торре — Аделина (Советский дубляж — Анна Заржицкая)
- Милагрос Леаль — донья Пура (Советский дубляж — Нина Никитина)
- Хосе Мария Сеоане — граф Хуан Вальделуна (Советский дубляж — Олег Мокшанцев)
- Ана Марискаль — графиня Карола Вальделуна (Советский дубляж — Светлана Коновалова)
- Грета Чи — Мата Хари (Советский дубляж — Антонина Кончакова)
- Жерар Тиши — ювелир Анри Дюшель
- Хулия Каба Альба — тётя Санти
- Мария Исабель Палларес — карлиста
- Мария Исберт — карлиста
- Хосе Орхас — импресарио
- Гойо Лебреро — распорядитель в театре
- Мигель Лигеро — дон Бениньо
- Педро Осинага — приятель Санти

## Съёмочная группа
- Режиссёр: Рафаэль Хиль
- Сценаристы: Хесус Мария де Аросамена, Антонио Мас Гиндаль по роману Хосе Самора
- Композиторы: Грегорио Гарсия Сегура, Хосе Падилья
- Оператор: Марио Монтуори
- Художник-постановщик: Энрике Аларкон
- Художник по костюмам: Перис Эрманос

## Производство
В производство фильма были вложены деньги Коммунистической партии Испании, находившейся в то время в подполье.

## Прокат
Фильм пользовался популярностью в СССР и стал одним из лидеров советского кинопроката, собрав 39,7 млн зрителей и заняв 50-е место по посещаемости среди зарубежных фильмов в советском кинопрокате.

## Отзывы
После выхода фильма на советские экраны газета «Московский комсомолец» опубликовала разгромную статью, назвав фильм «образцом пошлости, мещанства, потребительства». За выход этой рецензии главный редактор газеты А. И. Флеровский, не знавший о связи «Королевы Шантеклера» и испанских коммунистов, был снят с должности.

## Издание на видео
Фильм неоднократно выпускался на DVD.
В 2009 году фильм был выпущен в России на DVD фирмой «Синема Престиж».